# Грузинские
Грузинские (груз. გრუზინსკი) — княжеский род.
Фамилию эту носят потомки
- царя Картли Бакара III (1699—1750), выехавшего в Россию в 1724 году. Угас в 1898 году.
- последнего царя Картли-Кахетии Георгия XII (1746—1800). Угас по мужской линии 1 марта 2025 года[1] со смертью Нугзара Петровича Багратион-Грузинского.
- князя Леона Бакаровича[англ.] (1728—1763), российской гвардии майора. Угас в 1898 году.

Потомство первого из них внесено в V часть родословных книг Московской и Нижегородской губерний, а потомство Георгия получило в 1865 году титул «светлости» для всех представителей рода.

## Описание герба

ОГ, XIV, 2

Щит четверочастный с малым щитком в середине. В первой червленой части серебряный хитон. Во второй лазуревой части золотая арфа, в третьей лазуревой серебряный пращ с таковыми же ремнями и золотым камнем. В четвёртой червленой части золотая держава под скрещенными серебряным с золотою рукояткою мечом и золотым скипетром. В малом золотом щитке в середине Святой Великомученик и Победоносец Георгий в лазуревом вооружении с золотым на груди крестом, в червленой приволоке, сидящий на чёрном коне, покрытом багряницею с золотою бахромою и поражающий червленым копьем зелёного с черными крыльями и червлеными глазами и языком дракона.
Над главным щитом княжеская корона, поддерживаемая двумя парящими ангелами с серебряными, с золотыми рукоятками мечами. Щитодержатели: два золотых льва с червлёными глазами и языками. Герб украшен багряной, подбитой горностаем мантией с золотыми кистями и таковою же бахромой и увенчан короной светлейших князей.

## Геральдика
Эмблемы, используемые в гербе князей Грузинских, бытовали в роде с XVI века. Они изображены на надгробной плите жены царя Кахетии Левана I (1518—1574), царицы Тинатин, умершей в 1530/40 годы.
Символика герба князей Грузинских обусловлена родовой легендой и статусом князей Багратионов. По преданию, они происходили от библейского царя Давида, который прославился, как псалмопевец и победитель великана Голиафа. В гербе на это указывали арфа и праща с камнем. Держава, скипетр и сабля (меч) символизировали обладание царской властью.
Высочайше утвержденным 20 июня 1865 года мнением Государственного совета, князьям Грузинским был пожалован титул светлости и по ходатайству светлейшей княгини Анастасии Николаевны Грузинской, утвержден соответствующий герб (ОГ. XIV. 2).